# Рафаел Вики
Рафаел Вики (на немски: Raphaël Wicky) е бивш швейцарски футболист, роден на 26 април 1997 г. в градчето Лойгерн, Швейцария. Обикновено е използван като дефанзивен халф, но при нужда може да играе като ляв полузащитник или като защитник.

## Кариера
Първоначално Вики тренира футбол във ФК Стег. През 1990 преминава във ФК Сион, а три години по-късно, когато е на 16, дебютира с мъжкия отбор в мач от швейцарската Националлига А. През 1997 г. преминава във Вердер Бремен, а през януари 2000 – във втородивизионния по това време Атлетико Мадрид. По-малко от година след това е закупен от Хамбургер ШФ. От 2007 г. е във ФК Сион, а от 2008-а – в Чивас САЩ.
През 1995 дебютира за националния отбор на Швейцария.
С него участва на Европейските първенства през 1996 и 2004, както и на Световното през 2006.

## Успехи
ФК Сион
- 1х шампион на Швейцария: 1997
- 3х Носител на Купата на Швейцария: 1995, 1996, 1997

Вердер Бремен
- 1х Носител на Купата на Германия: 1999

Хамбургер
- 1х Носител на Купата на УЕФА-Интертото: 2005
- 1х Бронзов медал от първенството: 2006

## Любопитно
- Любим футболист: Диего Марадона
- Хобита: Ски, чужди езици